# 夜光藻
夜光藻（学名：Noctiluca scintillans），屬於甲藻門單細胞生物（英語：dinoflagellate），俗稱海耀，又稱夜光蟲，在中国大陆、馬來西亞和台灣也被稱作藍眼淚，為一種在海中生存的非寄生甲藻，能作生物發光（bioluminescence）。這種藻類之所以能發光，是因為其體內數以千計的球狀胞器中，具有螢光素─螢光素酶，這些胞器就像微型的電源供應器，讓夜光藻在感受到周遭環境的變化時發出螢光。要看到夜光藻的形態也需在顯微鏡下放大100倍才能看見的。

## 營養策略

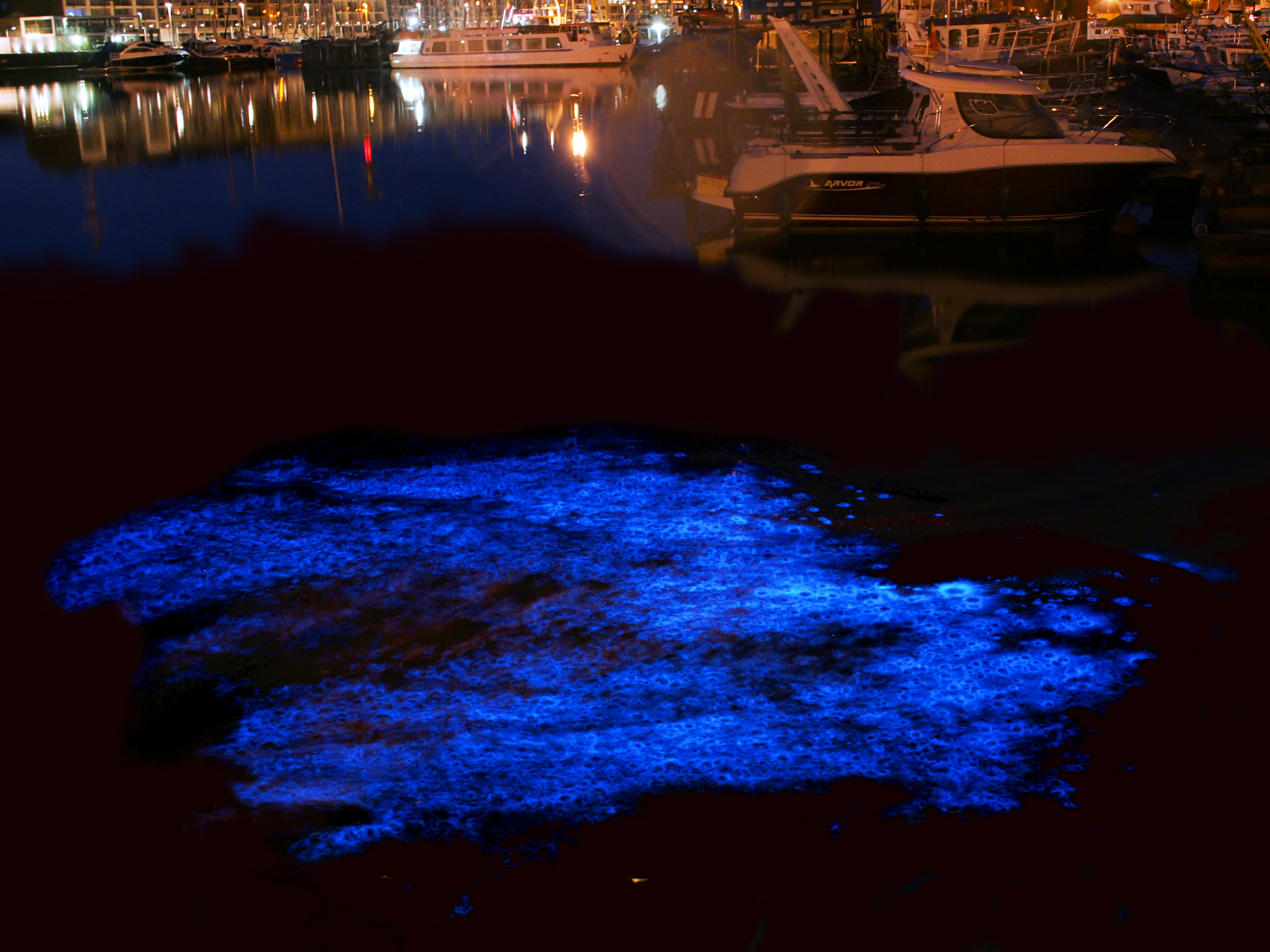
在比利時港口城市澤布呂赫的遊艇碼頭所拍到的夜光藻發光現象。

夜光藻為異養有機體，它能夠吞噬，會以浮游生物、矽藻、甲藻、細菌，甚至魚卵為食，有文獻指出，矽藻為夜光藻最愛的食物；它也能以光合作用生存。
夜光藻進食是用其觸角來把食物放進口裡吃掉。而它的觸角只有一個。

## 分布

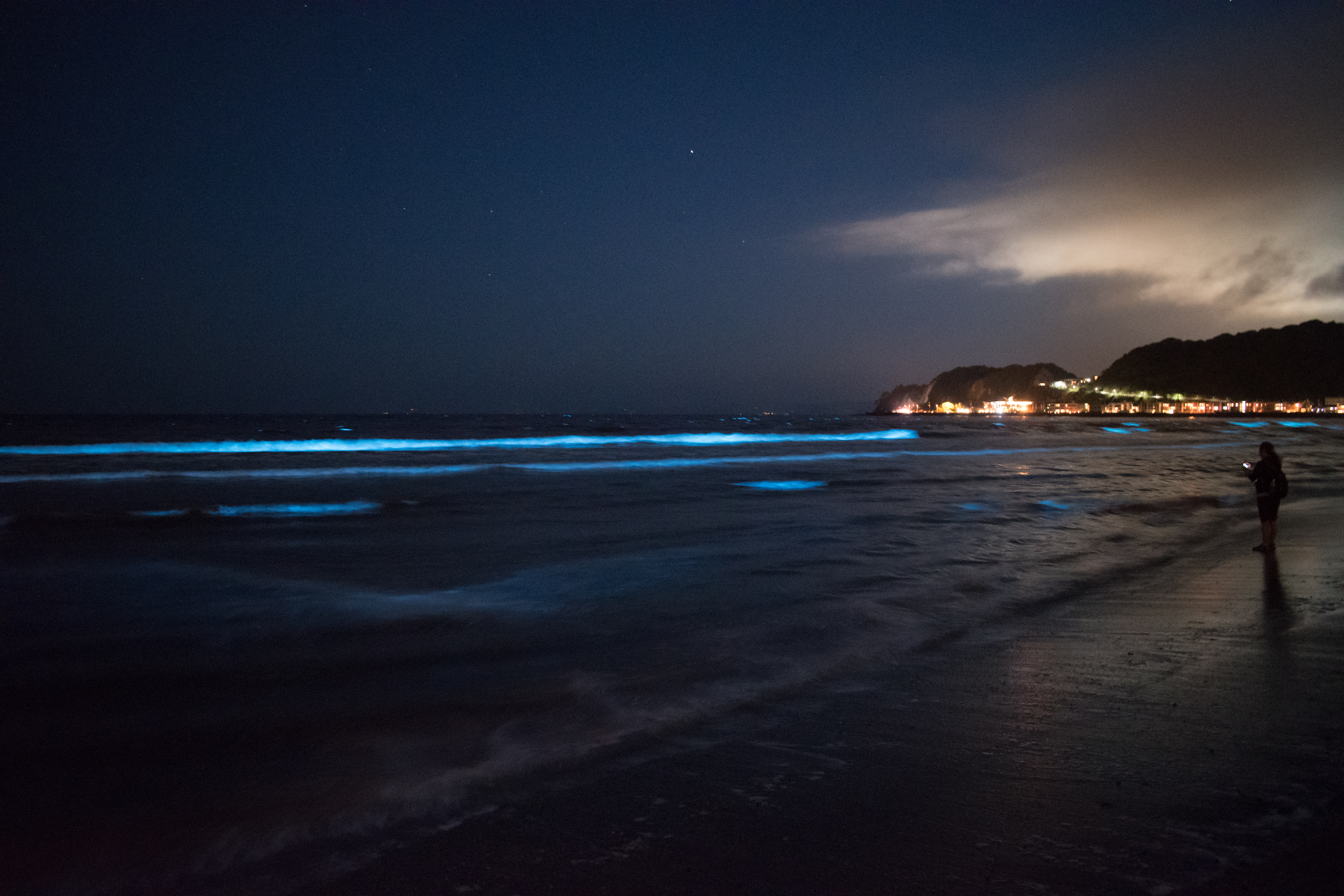
日本鎌倉由比濱（由比ヶ浜）海岸的「藍眼淚」。

夜光藻在世界各地的分布範圍相當廣泛，通常在沿海地區、河口或是大陸棚淺水區即可看到此藻類的蹤影，因為這些地區通常有豐富的浮游生物，讓夜光藻有充足的食物來源。

## 藻類所造成的現象
甲藻類生物以吃浮游生物維生。

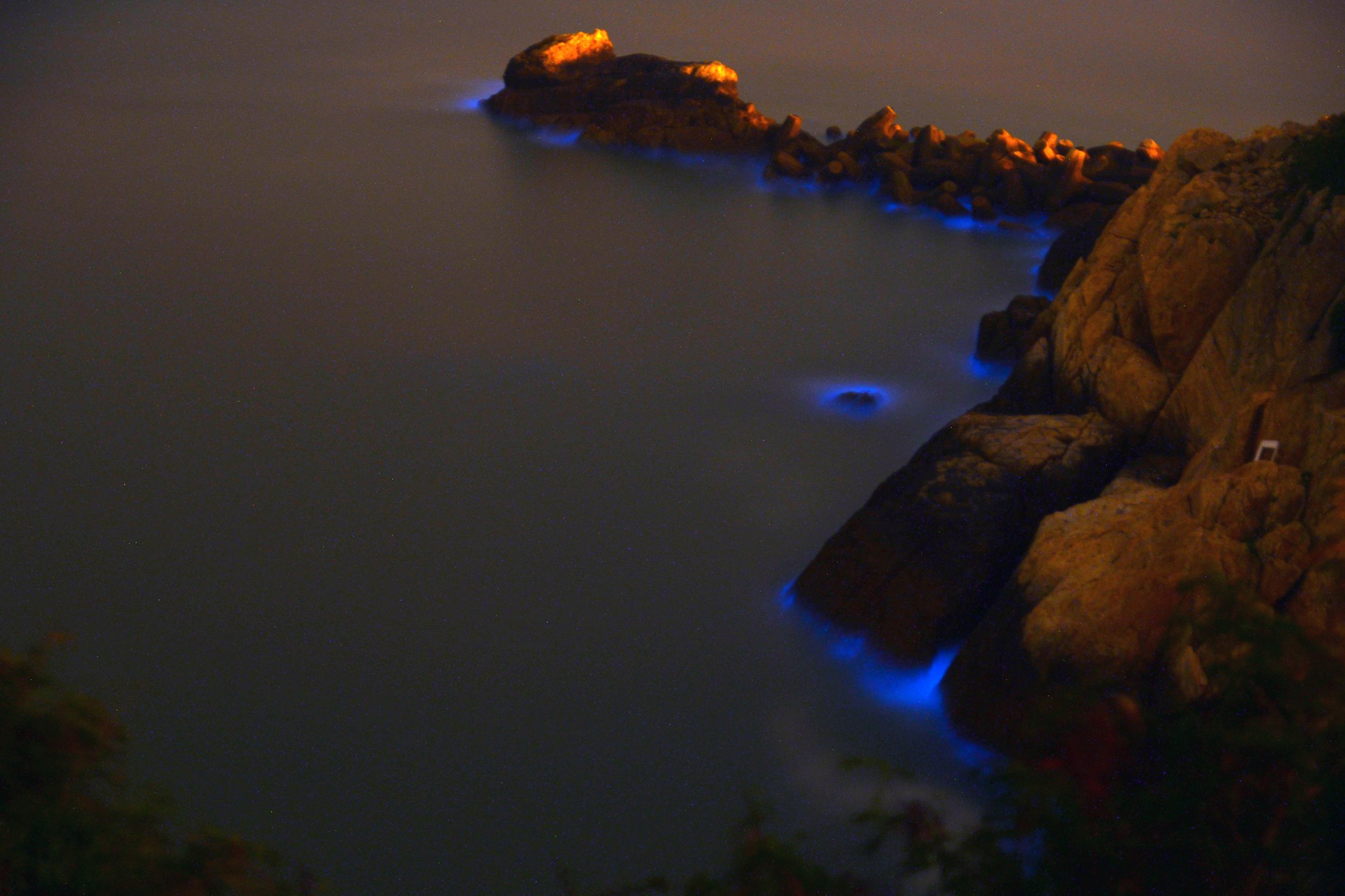
在馬祖列島海岸發光的夜光藻，當地居民稱為「藍眼淚」。

有時一些游泳者在海中會看到夜光藻發出的光芒，因隨著海浪浮動，因此又被稱為「海上幽靈」或「海上鬼火」。
甲藻類所形成的不只是赤潮，形成的顏色取決於的藻類液胞，例如一旦綠藻類大量聚集，即會形成「綠潮」。
甲藻類本身並無毒性，但其吞食浮游生物之後，體內會留下大量的氨，這些氨會被藻類排泄出來至附近水域，有些特殊甲藻類則能將之轉化為神經毒素（例如亞歷山大藻），造成該水域中的生物死亡。
夜光藻的生物發光現象又被稱為「藍眼淚」，在世界各地皆有類似現象，在中華民國的墾丁、花東海岸和外島即時有所見，2012年4月在馬祖地區即出現大量「藍眼淚」現象。據報導，知名導演李安當初拍《少年Pi的奇幻漂流》時，本欲將此景加入片中，因數量不夠多而作罷。
同樣的現象在美國加州的海灣和澳洲維多利亞州的吉普斯蘭湖皆有發現。

## 外部連結
- Noctiluca scintillans - Guide to the Marine Zooplankton of south eastern Australia （页面存档备份，存于）（英文）
- Tasmanian Aquaculture & Fisheries Institute（英文）
- 浙江多地出現藍眼淚 （页面存档备份，存于）
- 馬祖國家風景區管理處藍眼淚 （页面存档备份，存于）